# Port lotniczy Hail
Port lotniczy Hail (IATA: HAS, ICAO: OEHL) – port lotniczy położony w Hail, w prowincji Hail, w Arabii Saudyjskiej.

## Linie lotnicze i połączenia
| Linia Lotnicza  | Kierunek                     |
| --------------- | ---------------------------- |
| Air Arabia      | 1. Kair 2. Szardża           |
| flyadeal        | 1. Dammam 2. Dżudda 3. Rijad |
| Flydubai        | 1. Dubaj                     |
| Flynas          | 1. Dammam 2. Rijad           |
| Jazeera Airways | 1. Kuwejt                    |
| Nile Air        | 1. Kair                      |
| Nesma Airlines  | 1. Kair                      |
| Saudia          | 1. Dammam 2. Dżudda 3. Rijad |